# Carlos Mouriño
Manuel Carlos Mouriño Atanes  (Vigo, 4 de marzo de 1943) es un empresario español, presidente del grupo corporativo GES y presidente del Celta de Vigo desde el 2006 hasta el 2023.

## Biografía

### Carrera empresarial y política
Comenzó sus estudios en el colegio Salesianos de Vigo. Mientras cursaba sus estudios de secundaria trabajó de auxiliar administrativo en la agencia de viajes Amado, y más tarde en Lage y Cía, una empresa de recambios para el automóvil.
Al acabar sus estudios se mudó a Madrid, donde trabajó como jefe de administración en la factoría de piezas metálicas Riomiño, y más tarde de director general en Nautrónica S.A., empresa estadounidense de equipamientos marítimos.
En 1978, tras la crisis económica de Nautrónica S.A., Carlos Mouriño decide emigrar a México para trabajar en una cadena hotelera de su suegro. Movido por el éxito de las empresas de su suegro decide fundar su primera compañía, Ivancar, dedicada a la fabricación de tapetes para automóviles. También funda una empresa de reciclaje de papel.
Ya en 1985, su gran éxito empresarial le lleva a la compra de una cadena de gasolineras en Campeche, el Grupo Energético del Sureste (GES); que se expande a otras 4 provincias del país, hasta llegar a un total de 35 gasolineras. No todo fueron éxitos, ya que en 1990 compró un paquete de acciones de Banco Unión por un millón de pesos, los cuales perdió tras el escándalo de fraude bancario de dicha entidad.
En la actualidad participa en muchas otras empresas, ya sea como presidente en Gándara Censa, Inverhismex y Construcciones Exisa; como consejero bancario de Banamex, Inverlat y Banca Serfin, o como inversor en empresas de alimentos tan conocidas como Burger King o Benedetti's Pizzas.

### Celta de Vigo

#### Primer año (2006)
El 16 de junio de 2006 llegó aun acuerdo con el entonces presidente del Celta, Horacio Gómez Araújo para comprar sus acciones y hacerse así máximo accionista del consejo de Administración y dueño del Real Club Celta de Vigo.
Mouriño tomaba el Celta en verano, tras haberse clasificado el año anterior para disputar la UEFA. Se entendía que el equipo había estado por encima de sus posibilidades y por tanto no se esperaba repetir aquella gesta. Pero las cosas fueron mucho peor de lo que se esperaba, ya que tras una serie de resultados irregulares, y tras la destitución de Fernando Vázquez como entrenador y la posterior contratación de Hristo Stoichkov, el equipo ocupaba plaza de descenso a falta de unas jornadas para acabar la temporada. El equipo no fue capaz de mantener la categoría a pesar de ganar sus tres últimos encuentros, y descendió a la Segunda división. Se iniciaba así un gran aluvión de críticas hacia Carlos Mouriño en particular.

#### Etapa en segunda división (2006-2012)
El verano de 2007 trajo muchos cambios tanto en la plantilla como en la dirección del equipo celeste. Además de las ventas de jugadores como Fernando Baiano, Ángel o Nené, fue de gran repercusión la no renovación de contrato de Gustavo López, jugador más valorado de la plantilla del año pasado, e ídolo de la afición. Y eso, junto con la rescisión de contrato de muchos trabajadores del club, contribuyó más a disminuir el apoyo y la masa social del club, que entendían que no se estaban haciendo las cosas bien y vertieron sus críticas sobre Carlos Mouriño. Más tarde se achacó la no renovación de Gustavo a la crisis económica que atravesaba el club, y las altas pretensiones salariales del jugador, que se negó a mantener el salario del año anterior al descenso. La mencionada situación de debilidad económica no impidió a la directiva hacer importantes desembolsos económicos en traspasos como el de Rubén o en fichas de las nuevas incorporaciones.
El proyecto confiado a Hristo Stoichkov no funcionó, y el club acabó la temporada a 2 puntos del descenso a Segunda División B, con 3 cambios de entrenador en la misma temporada
La temporada siguiente, se seguía buscando el asalto a la Primera División con un proyecto totalmente distinto, y así poder recuperar a la afición que había abandonado al equipo. Con palabras del propio Carlos Mouriño se buscaba ser el equipo de Galicia, y por ello se formó una plantilla formada por un gran número de jugadores gallegos. Además, contrató a su hija Marián como directora de Marketing del equipo celeste
El 4 de noviembre de 2008 sufre un duro varapalo tras el fallecimiento de su hijo Juan Camilo, ministro del Interior de México, tras desplomarse el jet en el que viajaba (Learjet 45) sobre la céntrica avenida de Paseo de la Reforma, en la Ciudad de México, a la edad de 37 años.
En el plano deportivo, la temporada no fue muy positiva, terminando a 2 puestos del descenso. En el aspecto económico, el 10 de junio de 2008 se anunciaba que el equipo se acogería a la Ley Concursal, debido a la grave situación económica y a la presión de los acreedores.
Se inicia así una recuperación económica en un club muy maltrecho, y la reconciliación de Carlos Mouriño con la afición. Debido a la buena gestión económica, y a acciones como la inyección de siete millones de euros para sufragar las deudas del club Mouriño se gana el apoyo parte de la afición.
Carlos Mouriño tomó ciertas medidas impopulares que le hicieron perder confianza entre la afición, como la venta del canterano Joselu al Real Madrid por solo un millón y medio de euros, ya que se le veía como un jugador con una gran proyección y por el que se podría haber sacado más dinero en un futuro. El entonces técnico del Celta de Vigo, Eusebio Sacristán, se quedó sin palabras cuando se le preguntó en rueda de prensa por el traspaso del canterano, apuesta personal del entrenador, aclarando más tarde que era necesaria la venta del canterano para la viabilidad económica del club.
Finalmente, tras dos temporadas en el filial blanco, el jugador sería traspasado al Hoffenheim alemán por 6 millones de Euros.
Durante la temporada 2010-2011 el Real club Celta de Vigo consiguió clasificarse para los play-off para promocionar al ascenso a la 1ª División de Fútbol español, pero fue vencido en la tanda de penaltis por el Granada CF.
Finalmente, el 3 de junio de 2012, 5 temporadas después de descender, el equipo de Mouriño consigue ascender a la 1ª División Española de Fútbol de la mano de Paco Herrera, en la última jornada, en un partido ante el Córdoba Club de Fútbol, en un partido sin goles.

#### Etapa en Primera División (2012)
La alegría por el retorno del Celta a Primera División, hace que aumente el número de abonados hasta 22.500 a cuatro días del inicio de la competición. Confirmada la continuación de Paco Herrera en el banquillo. Los celestes se reforzarían para luchar por conseguir la permanencia en la Primera División de manera holgada. Llegarían Javi Varas, Samuel Llorca, los argentinos Gustavo Cabral y Augusto Fernández, el danés Michael Krohn Dehli y el coreano Park Chu-Young. El gasto total en fichajes sería de 3,45 millones de euros. La liga comenzaría con los celestes fuertes en casa pero con malos resultados de visitantes, manteniéndose en la zona media baja de la tabla. Con todo, con un puñado de malos resultados llevarían al Celta a los puestos de descenso. Esta situación tras perder en Getafe por 3 a 1 llevaría al despido de Paco Herrera y la contratación del toledano Abel Resino. En el mercado de invierno, llegarían nuevos fichajes para reforzar al equipo, el internacional Vadim Demidov procedente del Eintracht Frankfurt, Danijel Pranjić del Sporting de Lisboa y el retorno de Fabián Orellana procedente del Granada, pero esta vez en propiedad por 1,2 millones de euros.
Finalmente se alcanzó la salvación en la última jornada del campeonato, pese a estar en última posición en la penúltima jornada ganando al Real Valladolid y posteriormente en la última jornada ganando también contra el Espanyol con un gol de Natxo Insa, al ser favorables los resultados de sus rivales, Deportivo de la Coruña, RCD Mallorca y Real Zaragoza que acabaron descendiendo.
Para el inicio de la temporada, el club fichó al entrenador asturiano Luis Enrique Martínez, exjugador del Real Sporting de Gijón, del Real de Madrid y del Fútbol Club Barcelona. En ese mismo mes Iago Aspas fue vendido al Liverpool Football Club por un precio de 9 millones de euros por el 90% de su pase. Llegaron jugadores nuevos al equipo como el brasileño Charles Dias, Nolito, Rafa Alcántara, conocido como Rafinha, hijo de Mazinho (exjugador del Celta), Andreu Fontàs, Jon Aurtenetxe, o el regreso de David Rodríguez, Yoel o Jota Peleteiro (aunque este último marcharía cedido al SD Eibar).
En verano de 2017 Carlos Mouriño, se planteó la posibilidad de trasladar al Celta de Vigo a Oviedo por una subvención que da El Principado de Asturias, y que varía según el equipo esté en Primera División o en Segunda.
El mandato de diecisiete años de Carlos Mouriño fue el más longevo en la historia del Celta, pese a ello sus últimos años estuvieron marcados por diferentes polémicas y un claro distanciamiento con gran parte de la afición. Entre las polémicas que pueden citarse se encuentran su enfrentamiento con el alcalde Abel Caballero respecto a las obras de reforma de Balaídos, a la negativa del regidor de vender el estadio de propiedad municipal, y la continua negativa de los distintos proyectos para hacer una ciudad deportiva en Vigo que fue presentando el Celta durante 12 años, especialmente el proyecto de ciudad deportiva en Valladares que presentaron conjuntamente y el Celta tampoco pudo sacar adelante, lo cual acabó llevando la ciudad deportiva a Mos. El proyecto de la Ciudad Deportiva Afouteza en el municipio limítrofe de Mos al que las comunidades de montes de la zona y diversos grupos ecologistas calificaron de pelotazo urbanístico, el enfrentamiento con jugadores como Denis Suárez, el controvertido fichaje de Santi Mina cuando se encontraba procesado por abuso sexual, la venta de Gabri  Veiga al Al-Ahli Saudi Football Club por debajo de su cláusula de rescisión cuando el propio Mouriño meses antes afirmó que no se vendería por debajo de su cláusula o la politización del club con su acercamiento al Partido Popular, produciéndose incluso protestas por parte de la afición en febrero del año 2019 cuando el entonces líder de los conservadores, Pablo Casado acompañado por Alberto Núñez Feijóo, realizó un mitin en la sede del club de la calle del Príncipe.
| Predecesor: Horacio Gómez Araújo | Presidente del Celta de Vigo 2006 - 2023 | Sucesor: Marián Mouriño Terrazo |